# Tharpyna campestrata
Tharpyna campestrata là một loài nhện trong họ Thomisidae.
Loài này thuộc chi Tharpyna. Tharpyna campestrata được Ludwig Carl Christian Koch miêu tả năm 1874.